# Burgstall Neuhaus (Klentnice)
Der Burgstall Neuhaus (tschechisch hrad Neuhaus, selten Nový hrad u Mikulova) ist eine abgegangene Höhenburganlage in Tschechien. Sie liegt einen Kilometer südöstlich von Horní Věstonice auf der Gemarkung von Klentnice im Okres Břeclav.

## Geographie
Der Burgstall befindet sich über der Kalksteinklippe Martinka auf dem Höhenrücken Kotel (Kessel) in den Pavlovské vrchy (Pollauer Berge). Südlich erhebt sich die Obora (Häuselberg, 483 m n.m.), im Osten – getrennt durch die Schlucht Soutěska (Klause) – der Děvín (Maidenberg, 550 m n.m.).
Umliegende Ortschaften sind Dolní Věstonice im Norden, Pavlov im Nordosten, Klentnice im Süden, Perná im Südwesten und Horní Věstonice im Nordwesten.

## Geschichte
Neuhaus wurde zwischen 1368 und 1375 durch den mährischen Markgrafen Johann Heinrich zum Schutze der Landesgrenze und insbesondere des bei Muschau durch die Thaya führenden Handelsweges nach Österreich errichtet. Zugleich diente die Burg auch als Befestigungsanlage des landesherrlichen Besitzes gegen die Expansion der Liechtensteinischen Herrschaften. Zusammen mit dem später erloschenen Dorf Purkmanice bildete die Burg ein besonderes Gut. Die Herren von Liechtenstein zeigten bald starkes Interesse am Erwerb der Burg für ihre Herrschaft Nikolsburg. Johann Heinrichs Sohn, Markgraf Jobst von Mähren, der infolge des andauernden Machtkampfes mit seinem Bruder Prokop in Geldmangel geraten war, verkaufte die Burg 1380 an Johann von Liechtenstein auf Nikolsburg und Feldsberg. Im Jahre 1411 wurde Oldřich Střelec als liechtensteinischer Burggraf auf Neuhaus erwähnt. Im Liechtensteiner Urbar von 1414 wurde der Burg Neuhaus noch ein guter baulicher Zustand bescheinigt. Die Burg wurde während der Hussitenkriege, wahrscheinlich 1426 beim Feldzug der Hussiten nach Niederösterreich, zerstört. Die Herren von Liechtenstein ließen sie nicht wieder aufbauen. Weitere Erwähnungen erfolgten danach lange Zeit nicht; erst 1629 wurde sie nochmals als wüste Burg genannt. Ihre Ruine ist im Laufe der Zeit verschwunden.

## Anlage
Die Burg wurde auf einem Felsen (Neuhäuselberg) am Nordhang des Kessel über einer nach Westen steil abfallenden Felswand errichtet. Der Zugang erfolgte von Nordosten über einen Burggraben. Auf der Kuppe über der Burg bestand eine Befestigung mit trapezförmigem Grundriss in den Abmessungen von 22 m × 10–17 m; der Burgenforscher Miroslav Plaček sieht darin eine Vorburg-Akropolis, von der die sich südlich und östlich anschließende Vorburg bewacht wurde. Ein 18 m breiter Graben, über den eine Brücke führte, trennte die Vorburg von der Kernburg.
Es wird angenommen, dass im Zentrum der Kernburg ein Turm gestanden war. Der Standort des Palas wird auf dem Plateau im südsüdwestlichen Teil der Kernburg angenommen. Auf dem Felsen im nördlichen Teil der Kernburg konnten keine Spuren einer Bebauung festgestellt werden.
Erhalten sind Gräben und Wälle sowie geringfügige Mauerreste eines nicht identifizierbaren Gebäudes.
Der Burgstall liegt im Nationalen Naturreservat Děvín-Kotel-Soutěska oberhalb des blauen Wanderweges von Klentnice zur Maidenburg und ist nicht mehr öffentlich zugänglich. Bis zum Beginn der 2000er Jahre führte ein markierter Weg nach Neuhaus, der Burgstall galt als ein beliebter Aussichtspunkt und bot eine weite Sicht über die Thayaebene. Der Burgfelsen Martinka wird als Kletterfelsen genutzt.